# آنتونیو آلوارز پرز
آنتونیو آلوارز پرز (انگلیسی: Ito؛ زادهٔ ۲۱ ژانویهٔ ۱۹۷۵) بازیکن سابق فوتبال اهل اسپانیا است که در پست هافبک دفاعی بازی می‌کرد و سرمربی فوتبال بود.
وی همچنین در تیم‌های ملی فوتبال زیر ۱۸ سال اسپانیا، زیر ۲۱ سال اسپانیا، و اسپانیا بازی کرده‌است.